# Ulric Neisser
Ulric Gustav Neisser (ur. 8 grudnia 1928 w Kilonii, zm. 17 lutego 2012) – amerykański psycholog, członek amerykańskiej National Academy of Sciences. Szybką sławę oraz rozpoznawalność w środowisku przyniosła mu praca pod tytułem Cognitive Psychology, którą opublikował w 1967. Zajmował się głównie tematyką postrzegania i pamięci, tworząc nowy system teoretyczny, traktujący psychikę jako system przetwarzania informacji. To ujęcie – psychologia poznawcza – zastąpiło dotąd dominujący behawioryzm. 

## Publikacje książkowe
- Neisser, U. (1967). Cognitive psychology. Englewood Cliffs: Prentice-Hall. ISBN 978-0131396678
- Neisser, U. (1976). Cognition and reality: Principles and implications of cognitive psychology. Nowy Jork: Freeman. ISBN 978-0716704775
- Neisser, U. (1987). Concepts and conceptual development: Ecological and intellectual factors in categorization. Nowy Jork, NY US: Cambridge University Press. ISBN 978-0521378758
- Neisser, U. (1993). The Perceived self: Ecological and interpersonal sources of self-knowledge. Cambridge: Cambridge University Press. ISBN 978-0521415095
- Neisser, U., Jopling, D. A. (1997). The conceptual self in context: Culture, experience, self-understanding. Nowy Jork, NY US: Cambridge University Press. ISBN 978-0521153607
- Neisser, U., American Psychological Association. (1998). The rising curve: Long-term gains in IQ and related measures. Washington, DC: American Psychological Association. ISBN 978-1557985033
- Neisser, U., Hyman, I. E. (2000). Memory observed: Remembering in natural contexts. Nowy Jork: Worth Publishers. ISBN 978-0716733195
- Neisser, U., Winograd, E. (2006). Remembering reconsidered: Ecological and traditional approaches to the study of memory. Cambridge: Cambridge Univ. Press. ISBN 978-0521485005
- Neisser, U., Fivush, R. (2008). The remembering self: Construction and accuracy in the self-narrative. Cambridge: Cambridge University Press. ISBN 978-0521087919